# Saint-Germain (Aube)
Saint-Germain ist eine französische Gemeinde mit 2402 Einwohnern (Stand 1. Januar 2022) im Département Aube in der Region Grand Est. Die Gemeinde gehört zum Arrondissement Troyes und zum Kanton Saint-André-les-Vergers. Die Einwohner werden Germinois genannt.

## Geographie
Saint-Germain liegt fünf Kilometer südwestlich von Troyes. Umgeben wird Saint-Germain von den Nachbargemeinden La Rivière-de-Corps im Norden, Saint-André-les-Vergers im Nordosten, Rosières-près-Troyes im Osten, Saint-Léger-près-Troyes im Südosten, Saint-Pouange im Süden, Laines-aux-Bois im Südwesten, Prugny im Westen sowie Torvilliers im Nordwesten. 
Durch die Gemeinde führen die Autoroute A5 und die Route nationale 77.

## Einwohnerentwicklung
| 1962 | 1968 | 1975 | 1982 | 1990 | 1999 | 2006 | 2019 |
| ---- | ---- | ---- | ---- | ---- | ---- | ---- | ---- |
| 449  | 564  | 985  | 1116 | 1763 | 2152 | 2387 | 2275 |

## Sehenswürdigkeiten
- Kirche Saint-Germain aus dem 16. Jahrhundert, Turm aus dem Jahre 1865
- Kirche Saint-Barthélemy im Ortsteil Lépine